# Луи, Алексина
Алексина Дайан Луи (англ. Alexina Diane Louie; род. 30 июля 1949, Ванкувер, Британская Колумбия) — канадский композитор-классик, пианистка и музыкальный педагог конца XX — начала XXI века. Родилась в Ванкувере, музыкальную карьеру начала в Калифорнии, однако с 1980 года живёт и работает в Торонто. Автор более чем 80 произведений классической музыки, включая оперу «Алая принцесса», самый исполняемый классический композитор в Канаде в 1990, 1992 и 2003 годах. Лауреат премий «Джуно» за лучшую классическую композицию года, премии Жюля Леже в области камерной музыки (1999) премии Молсона (2019), Премии генерал-губернатора за достижения творческой карьеры (2021), офицер ордена Канады (2005), член Королевского общества Канады (2006).

## Биография
Родилась в Ванкувере в семье выходцев из Китая. Начала брать уроки игры на фортепиано с семилетнего возраста. В Университете Британской Колумбии изучала историю музыки под руководством Барбары Кастанс, фортепиано под руководством Фрэнсес Марр Адаскин и композицию под руководством Кортланда Халтберга. В этот период Луи зарабатывала на жизнь, играя на пианино в ванкуверских гостиницах «Девоншир» и «Джорджия». Получив стипендию совета попечителей Университета Сан-Диего, продолжила обучение по классу композиции в 1970—1974 годах под руководством Роберта Эриксона и Полины Оливерос. В эти же годы брала уроки азиатской культуры и китайских традиций у композитора Люй Чжэньюаня и играла в группе Women’s Ensemble, практиковавшей медитацию с помощью музыки и движения.
Преподавала игру на фортепиано, музыкальную теорию и электронную музыку в Пасаденском городском колледже (1974—1980) и Лос-Анджелесском городском колледже (1976—1980), одновременно пытаясь начать карьеру профессионального композитора. Эти усилия, однако, не приносили особого успеха. пока с ранними произведениями Луи не ознакоился продюсер ванкуверского отделения CBC Норман Ньютон. По рекомендации Ньютона его коллега Дэвид Джегер заказал у Луи новую композицию для серии радиопередач «Два новых часа». Эта композиция, «Убежище» (англ. Refuge), имела успех и подтолкнула автора к решению вернуться в Канаду. В 1980 году она поселилась в Торонто.
По возвращении в Канаду, помимо работы над музыкальными произведениями, также периодически преподавала музыкальную теорию и композицию в Королевской музыкальной консерватории, Йоркском университете и Университете Западного Онтарио. В 1983 году стала первым дирижёром нового торонтского оркестра «Эсприт». С 1996 по 2002 год занимала должность штатного композитора Канадской оперы, для которой написала полноразмерную оперу «Алая принцесса» на либретто Д. Г. Хвана и серию из 8 комических мини-опер «Горелый тост».

## Творчество
К 2021 году количество созданных Алексиной Луи музыкальных произведений приближается к 80. В ранних произведениях Луи сочетаются элементы традиционной азиатской музыки и авангадные техники. Характерными примерами являются такие произведения, как Molly, где композитор поставила себе задачу «очеловечить» электронную музыку, Lotus и Lotus II, написанные в 1977—1978 годах для группы Days Months and Years to Come и использующие звучание и структурные элементы музыки индонезийского оркестра гамелана.
После успеха своих первых канадских произведений, Refuge и Incantation. Луи стала популярным камерным и симфоническим композитором, которой часто заказывали новые произведения канадские исполнители и музыкальные коллективы. Её стиль сочетает традиционные музыкальные построения, характерные для музыки композиторов-классиков (Баха, Моцарта, Малера) с современными выразительными средствами. Как и в ранних произведениях, в её зрелом творчестве часто используются элементы классической азиатской музыки, в особенности в группе ударных инструментов; типичным в этом отношении является написанный в 1989 году камерный концерт Winter Music для альта и 11 инструментов, в котором широко представлены гонг и другие китайские ударные. Ранней популярности Луи способствовала композиция O Magnum Mysterium: In Memoriam Glenn Gould, написанная после смерти Гленна Гульда в 1982 году и состоящая из 44 сольных струнных партий.
В 1986 году на открытии Всемирной выставки 1986 года звучало заказанное у Луи произведение The Ringing Earth. В 1990 году для Монреальского международного конкурса исполнителей она создала композицию Thunder Gate. Для Торонтского симфонического оркестра Луи написала The Eternal Earth (1986), Music for Heaven and Earth (1990) и Концерт для оркестра и струнного квартета (2009), для оркестра Национального центра искусств — Shattered Night, Shivering Stars (1997), Струнный квартет № 2 (2003), Bringing The Tiger Down From The Mountain II (2004) и Infinite Sky With Birds (2007), для Канадской оперы — оперу «Алая принцесса» (премьера в концертной форме в 2002), а для Национального балета Канады — балет «Двор Волка» (2007). Это произведение стало первым канадским балетом, исполненным на сцене нового оперного театра Four Seasons Centre в Торонто. К гастролямах Монреальского симфонического оркестра в Нунавике в 2008 году Луи написала композицию Take the Dog Sled для инуитского горлового пения. В 2017 году ей был выполнен заказ одновременно трёх крупных коллективов — Торонтского и Монреальского симфонических оркестров и оркестра Национального центра искусств. Это произведение, Тройной концерт для трёх скрипок с оркестром, было исполнено объединённым составом всех трёх оркестров на торжествах, посвящённых 150-летию Канады.
С мужем Алексом Поком Луи часто сочиняет музыку для кино и телевидения. Среди лент, для которых они писали музыку, — художественные фильмы «Последняя ночь» (1998, режиссёр Д. Маккеллар), «Пять чувств» (1999, режиссёр Д. Подесва), «Идеальный пирог» (2002), «Жемчуг Дальнего Востока» (2011)

## Награды
Музыкальные награды и звания Алексины Луи включают:
- Композитор года по версии Канадского совета по музыке (1986)
- «Джуно» за лучшую классическую композицию года (1989 — Songs of Paradise, 2000 — Shattered Night, Shivering Stars)
- Концертная премия SOCAN им. Яна Матейчека самому исполняемому композитору года (1990. 1992. 2003)
- Премия Жюля Леже в области современной камерной музыки (1999)
- Композиторская премия им. Луиса Эпплбаума (2002)
- Премия Молсона (2019)
- Премия генерал-губернатора за достижения творческой карьеры в исполнительских искусствах (2021)

Государственные награды:
- Орден Онтарио (2001)
- Медаль Золотого юбилея королевы Елизаветы II (2002)
- Офицер ордена Канады (2005)
- Медаль Бриллиантового юбилея королевы Елизаветы II (2012)

С 1997 года Луи является почётным доктором Университета Калгари, а с 2006 года — членом Королевского общества Канады.